# Flughafen Hao

i7
i11
i13
Der Flughafen Hao (IATA-Code: HOI, ICAO-Code: NTTO) ist ein Flughafen auf der Insel Hao in Französisch-Polynesien. Der Flughafen liegt rund acht Kilometer nordwestlich des Hauptortes Otepa. Die ungewöhnlich lange Landebahn wurde gebaut, damit große Transportflugzeuge für den Transport der Materialien für Atomtests landen können. Heute wird der Flughafen nur noch zivil genutzt.
Der Flughafen Hao war eine Notlandebahn für NASA Space-Shuttle.

## Fluggesellschaften und Ziele
Air Tahiti ist die einzige Fluggesellschaft, welche den Flughafen im Linienbetrieb anfliegt.
| Fluggesellschaft | Ziele                                                                  |
| ---------------- | ---------------------------------------------------------------------- |
| Air Tahiti       | Anaa, Fangatau, Makemo, Nukutavake, Papeete, Reao, Totegegie, Vahitahi |